# Barbula lepto-tortuosa
Barbula lepto-tortuosa là một loài rêu trong họ Pottiaceae. Loài này được Müll. Hal. mô tả khoa học đầu tiên năm 1898.